# 平沢警察署
平沢警察署（ピョンテクけいさつしょ）は、京畿地方警察庁所管の警察署である。

## 管轄区域
- 平沢市

## 沿革
- 1945年10月21日 - 開署

## 管轄地区隊
- 平沢地区隊
- 西井地区隊

## 管轄派出所
- 彭城派出所
- 浦升派出所
- 振威派出所
- 西炭派出所
- 碑前派出所
- 古徳派出所
- 松炭派出所
- 安仲派出所
- 青北派出所
- 玄徳派出所
- 梧城派出所